# Krušovice
Krušovice (укр. Крушовіце) — популярна пивна торгова марка, пиво якої виробляється Королівською броварнєю Крущовіце (чеськ. Královský pivovar Krušovice), розташованою в однойменному селі Крушовіце в окресі Раковник на захід від Праги. Входить до активів компанії Heineken Česká republika, a.s., дочірньої компанії одного з найбільших виробників пива у світі міжнародної корпорації нідерландського походження Heineken International.

## Історія
Броварню у Крушовіце було засновано між 1517, в якому чеським аристократам було дароване право варити пиво на власних садибах, та 1581 роком, яким датується перша письмова згадка про підприємство. Офіційною датою заснування броварні вважається остання (1581), хоча ймовірніше за все її було збудовано раніше, оскільки письмові відомості, що датуються 1581 роком, вже повідомляють про бажання власника крушовіцької броварні, такого собі Іржі Бірки, продати свої землі, на яких зокрема розташовувалося й це виробництво. Відомо, що за два роки, у 1583, броварня вже належала до королівських маєтностей Рудольфа II — імператора Священної Римської імперії та короля Чехії. З того часу за підприємством, продукція якого поставлялася до імператорського двору, закріпилася назва Королівської броварні.

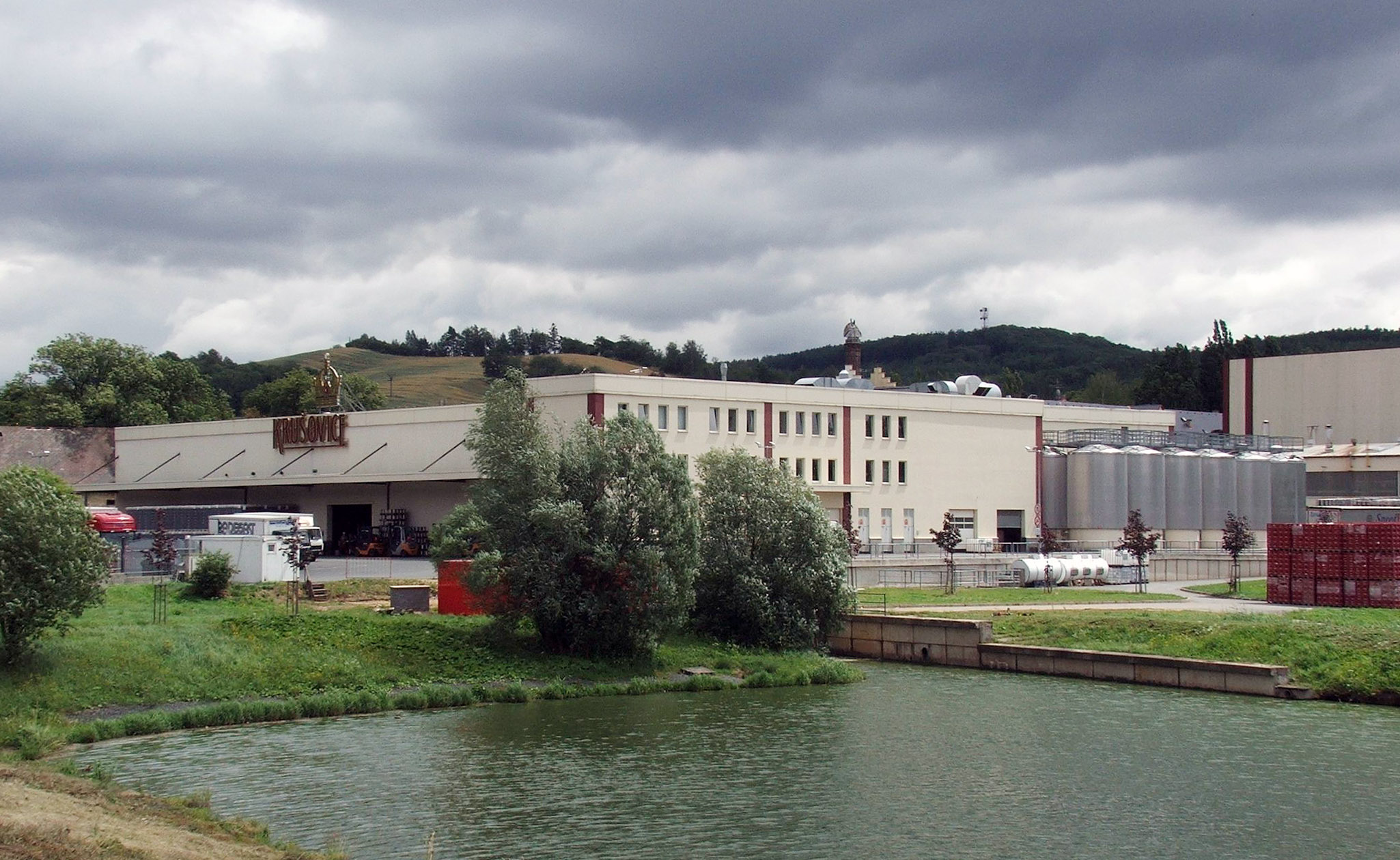
Сучасний вигляд броварні Krušovice.

Початок по справжньому промислового виробництва пива у Крушовіце пов'язаний з князем Фюрштенбергом, який отримав у власність маєток з розташованою на його території броварнею у 1733 році. Князь розширив виробництво та почав поставляти пиво не лише до низки чеських міст, але й до німецьких земель. З того часу виробничі потужності неодноразово нарощувалися та модернізовувалися, варіння пива у Крушовіце припинялося лише у XX ст., під час світових воєн.
15 листопада 1945 року підприємство було націоналізоване. З 1961 року входило до державної корпорації Броварні Центральної Богемії. 1991 було виокремлене в окрему господарську одиницю, а згодом приватизоване. Протягом 1994–2007 року належало німецькій пивоварній групі Binding-Gruppe (з 2002 — Radeberger Gruppe). 1999 року було збудовано повністю новий виробничий комплекс, а за два роки більшість старих приміщень — демонтовано.
У червні 2007 року Radeberger продав право власності на завод у Крушовіце та відповідну торговельну марку міжнародній пивоварній корпорації Heineken International, залишивши за собою права дистрибуції пива ТМ «Krušovice» на німецькому ринку.
Наразі виробничі потужності з випуску пива Krušovice становлять 10 мільйонів декалітрів пива на рік, значна частина продукції йде на експорт. Географія продажів пива цієї торговельної марки охоплює близько 30 країн світу, провідними зовнішніми ринками збуту є Німеччина, Росія та Словаччина.

## Асортимент пива
На сьогодні лінійка ТМ Krušovice включає:
- Krušovice Desítka — світле пиво з густиною 10,2% та вмістом алкоголю 4,2%;
- Krušovice Černé — чорне пиво з вмістом алкоголю 3,8%;
- Krušovice Mušketýr 11° — світле пиво з густиною 11% та вмістом алкоголю 4,5%, вариться з початку 1980-х з використанням суміші спеціальних солодів;
- Krušovice Malvaz — напівтемне пиво з густиною 13% та вмістом алкоголю 5,6%, випускається з 2010 року;
- Krušovice Imperial (Ležák) — («лежак») світле пиво з густиною 12% та вмістом алкоголю 5,0%;

В Україні ТМ Krušovice представлена двома сортами пива: світле (Imperial) та чорне (Černé).

## Нагороди в Україні
- 2009 рік — марка Krušovice Imperial визнана переможцем конкурсу «Фаворити Успіху» в статусі «Фаворит Успішних Людей» в номінації «Імпортне світле пиво»[2].
- 2010 рік — марка Krušovice Černé здобула перемогу конкурсу «Фаворити Успіху» в статусі «Фаворитом Успішних Людей» в номінації «Імпортне темне пиво»[3].